# Мулич, Зоран
Зоран Мулич (серб. Зоран Мулић, Zoran Mulić, род. 29 сентября 1957, Нови-Сад, Югославия) — сербский композитор, дирижёр, музыкальный педагог, профессор Академии искусств в Нови-Саде.

## Биография
Родился в семье музыкантов. По происхождению цыган. Окончил инструментальное и теоретическое отделения Высшей школы музыки в Нови-Саде (Академија уметности Универзитета у Новом Саду, Департман музичких уметности), учился в классе Рудольфа Бруччи. По его инициативе стал заниматься этнической музыкой Югославии. С 1998 года сам преподаёт в этом учебном заведении композицию, а затем и оркестровку; в настоящее время — профессор.
Сочиняет произведения различных жанров: от симфонической, камерной и сольной концертной музыки до популярной, этнической и киномузыки.
Наиболее известное произведение композитора — Литургия Святого Иоанна Златоуста. Это первая православная литургия, написанной специально для сербской цыганской православной общины на цыганском языке. Впервые произведение прозвучало в исполнении Певческой капеллы Санкт-Петербурга под управлением Владислава Чернушенко 12 октября 2010 года во время церковной службы в Соборной православной церкви города Нови-Сад. В июне 2015 года впервые было исполнено в Санкт-Петербурге в рамках Международного фестиваля «Академия православной музыки» и Фестиваля сербской культуры в Капелле.
В качестве дирижёра Тамбурашког оркестра Радио и Телевидения Нови-Сад (эту должность занимает с 1984 года) и Суботичког тамбурашког оркестра выступал в Израиле (гастрольный тур 2004 года), Бельгии, Венгрии, Хорватии, Австрии, США и во всех крупных городах в Сербии. Создатель и участник Трио Мулич, исполняющего обработки этнической музыки.
Зоран Мулич выступил автором музыки к фильмам, наиболее известные из них — «Сокол его не любил» (Югославия, 1988 год, Приз на кинофестивале в Пуле) и «Джука Бегович» (Югославия, 1991 год) режиссёра Бранко Шмидта.
Ведёт большую общественную деятельность. Зоран Мулич — Президент Ассоциации композиторов Воеводины, Ассоциации музыкальных обществ Воеводины, Тамбураша Војводине, вице-президент Ассоциации по защите прав исполнителей Сербии.

## Награды[8]
- Региональные награды: Искра культуры Воеводина, Pro Urbe города Суботица, Золотая статуэтка Коста Абрашевић города Валево и другие.
- Национальные: Vuk Award Србије, несколько первых призов на фестивалях этнических оркестров Югославии.
- Международные: приз Suma cum laude на Международном конкурсе в Бельгии и т. д.

## Сочинения
- Балеты: «Вечити младожења», «Избирачица» (их композитор считает лучшими своими произведениями, оба балета поставлены хореографом Лидией Пилипенко в Нови Саде[9]), «Циганска тајна» и «Пачија школа».
- Симфония № 1.
- Симфоническая поэма «Omnia Vincit Amor».
- Концерт для скрипки и симфонического оркестра.
- «Восточный экспресс» для симфонического оркестра.
- «Через время» для колокола, перкуссии и этнического оркестра.
- Литургия Святого Иоанна Златоуста на цыганском языке.